# Перес, Сесар (футболист)
Сесар Игнасио Перес Мальдонадо (исп. César Ignacio Pérez Maldonado; род. 29 ноября 2002, Серрильос, Сантьяго) — чилийский футболист, полузащитник клуба «Унион Ла-Калера» и сборной Чили.

## Клубная карьера
Перес — воспитанник клуба «Магальянес». 1 июня 2019 года в матче против «Депортес Копьяпо» он дебютировал в чилийской Примере B. В этом же поединке Сесар забил свой первый гол за «Магальянес». В 2022 году Перес перешёл в «Унион Ла-Калера». 2 апреля в матче против «Коло-Коло» он дебютировал в чилийской Примере.

## Международная карьера
В 2019 году в составе юношеской сборной Чили Фьерро принял участие в юношеском чемпионате Южной Америки в Перу. На турнире он сыграл в матчах против команд Венесуэлы, Аргентины, Уругвая, Парагвая, а также дважды Перу и Эквадора. В поединках против эквадорцев, перуанцев и уругвайцев Александер забил четыре гола.
В 2019 году в составе юношеской сборной Чили Фьерро принял участие в юношеском чемпионате мира в Бразилии. На турнире он сыграл в матчах против команд Франции, Южной Кореи и Бразилии.
В 2023 году в составе олимпийской сборной Чили Перес принял участие в домашних Панамериканских играх. На турнире он сыграл в матчах против команд Мексики, Уругвая, Доминиканской Республики, США и Бразилии. В поединке против американцев Сесар забил гол.
22 ноября 2023 года в отборочном матче чемпионата мира 2026 против сборной Эквадора Перес дебютировал за сборную Чили.